# THINK TANK
THINK TANK（シンク・タンク）は、日本のヒップホップグループである。現在は活動休止中。

## 来歴
- 1997年7月7日、結成。都市部を中心に各都市のCLUBでLIVEを展開。本格的な活動が始まるのは2000年にアナログで「EAT ONE / MADE IN」を発表してからである。その年の暮れに「THINK TALK PART3/MR.HANG」、翌年はじめにそれら4曲を収録したCDでのミニアルバム「THINK TALK PART3」をリリースした。
- 2002年、アナログで「BLACKSMOKER」、CDでファースト・フル・アルバム「BLACKSMOKER」を発表。また、このファースト・アルバム以降は彼ら自身のレーベル「BLACK SMOKER RECORDS」が発売・販売を行えるようになり、彼ら名義での作品のリリース量が一気に増大、TAPE/CD/CD-R/レコード/衣類/等多岐に渡っている。
- 2003年、BLACK SMOKER RECORDS主催のイベント「EL NINO」をスタートし、ライヴ活動、メンバーのソロ活動、K-BOMBのグループ外アーティストとのコラボレーションなど、活発に活動している。
- 2011年1月、メンバーD.N.Aの離脱に伴いK-BOMBが活動休止をTwitterにて表明。

## メンバー
WADAKEとCHI3-CHEEはオリジナルメンバーではなく、正式に加入したのは1999年。
- K-BOMB　
  - ラッパー兼トラックメイカー。K-BOMBはラップをするときの名前であり、活動はラップのみにとどまらず、ヴォーカルやインスト及びミックステープ作成の際のKILLER BONG、ヴォーカルを受け持たずにトラックを作るLORD PUFF、ギターを弾くGUITAR BONGなど変名が多い。その他の変名にK-B、THE HIMALAYAなどがある。
  - 初期は「KEISHIN THE KEIBOM」という名前で活動していた。また、DABOと共にアオミドロとして活動していた。
  - 動画はもちろん、カメラで顔を撮影されるのを極端に嫌う為、撮影の時は顔を隠すか、マスクを被っている。長髪のドレッドヘアーがトレードマークであったが、近年は短髪の場合も多い。
- BABA
  - ラッパー兼トラックメイカー。トラックやミックステープを作るときはBLUE BERRY名義で活動する。
  - skunk headsというバンドの首謀者である。
- JUBE
  - ラッパー。BABAとJUBEで、グループ内ユニット「DOKU DOKU」を結成している。
- DJ YAZI
  - DJ。
- CHI3-CHEE
  - サックス・プレイヤー兼エンジニア。a.k.a.ヒキッチ。メンバーにはチチチチーと呼ばれるよりもヒキッチと呼ばれるほうが多いようだ（プロフィール参照）。K-BOMBとCHI3-CHEEの二人でプロデューサー・チーム「CUATRO CIENAGAS」を結成し、THINK TANKのみならずさまざまなアーティストに楽曲を提供している。

### 元メンバー
- WADAKE
  - DJ。DJ YAZIとWADAKEの二人でグループ内ユニット「AK-47」を結成している。脱退したようだ。現在はPALLADIUM名義で活躍している。
- D.N.A
  - UNDER GROUND/THINKTANK/RAPPER/DJ/Creater/BEATMAKING/HIPHOP「NARBUS」と表記している部分が認められる。黒蜜SOUL FUNK DJをする際D.N.Aの名義。"THINK TANK"の中でもひときわ異彩を放つMC。STILL-NAP/U.G/

## ディスコグラフィー

### アナログ
- 四望 / 東京目色・K-ZONE：（1997年/BEAT SLOP）
- EAT ONE/ MADE IN：（2000年8月25日/BLACK SMOKER RECORDS/ALPHAENTERPRISE）
- THINK TALK PART3/MR.HANG：（2000年12月21日/BLACK SMOKER RECORDS/ALPHAENTERPRISE）
- BLACKSMOKER：（2002年3月25日/BLACK SMOKER RECORDS/ALPHAENTERPRISE）
- SMOKER'Z SAMPLER：（BLACK SMOKER RECORDS）
- DEEW RELLIK：（2004年/BLACK SMOKER RECORDS）
- PLANTAZIA a.k.a. KILLER BONG: (2004年/ONE OWNER RECORDS)
  - PLANTAZIA a.k.a. KILLER BONG名義でのKILLER BONGの植物に聞かせるというコンセプトの作品で、12インチアナログ、CD、ステッカー、何らかの香草の種の4点セットでの発売。だが、後にCD単体でも売られる。

### カセットテープ
- GREENHOUSE：（2000年/T. T. FIV）
  - AK-47によるミックステープ。DJ YAZI中心に製作されたらしい。
- 555：（2000年）
  - K-BOMBのテープアルバム。
- OVERDOZE：（2002年11月30日/BLACK SMOKER RECORDS）
  - BLUE BERRYによるミックステープ。ソウルとジャズをセレクト。
- Black Smoker Records Presents "GREENHOUSE02"：（2003年2月28日/BLACK SMOKER RECORDS）
  - AK-47によるミックステープ第2弾。WADAKE中心に製作されたらしい。
- Black Smoker Records Presents "HAMBURGER"：（2003年2月28日/BLACK SMOKER RECORDS）
  - KILLER BONGによるミックステープ。
- OVERDOZE 2 ~SEVEN INCH FREAKS：（2003年4月20日/BLACK SMOKER RECORDS）
  - BLUE BERRYによるミックステープ第2弾。ルーツ・レゲエをセレクト。
- OVERDOZE 3：（2003年8月9日/BLACK SMOKER RECORDS）
  - BLUE BERRYによるミックステープ第3弾。ファンクとソウルをセレクト。
- DUB BURGER：（2003年11月10日/BLACK SMOKER RECORDS）
  - KILLER BONGによるミックステープ第2弾。
- STEPPIN' DUDE ：（2003年12月10日/BLACK SMOKER RECORDS）
  - NOXのテープアルバム。
- JAZ BURGER：（2004年2月10日/BLACK SMOKER RECORDS）
  - KILLER BONGによるミックステープ第3弾。
- OVERDOZE 4 LEGALIZE：（2005年5月15日/BLACK SMOKER RECORDS）
  - BLUE BERRYによるミックステープ第4弾。ジャズをセレクト。

### CD
- 独毒：（1997年/UNDAPROP ）
  - JUBE & BABA名義による二人のマキシシングル。
- 火に油 / 開かずの扉：（1997年/UNDAPROP ）
  - STILL NAP名義でのBABAとD.N.Aのマキシシングル。
- THINK TALK PART3：（2001年1月25日/BLACK SMOKER RECORDS/ALPHAENTERPRISE）
- 20%+ONE DAY=40%：（2002年1月23日/ユニバーサル）
  - LORD PUFFとCHI3-CHEEのコンビによるアルバム。観づらいと評判のDVD付。
- BLACK SMOKER：（2002年4月28日/BLACK SMOKER RECORDS）
- THIS IS DOG SHIT～THINK TANK LIVE!～：（2002年6月25日/BLACK SMOKER RECORDS）
- THINSTRUMENTAL vol.1：（2002年8月28日/BLACK SMOKER RECORDS）
- OFF & ON：（2003年5月25日/BLACK SMOKER RECORDS）
  - KILLER BONGのファースト・ソロ・アルバム。
- MILK?：（2003年5月25日/BLACK SMOKER RECORDS）
  - LORD PUFFのファースト・ソロ・アルバム。
- JAZZ NINO：（2004年1月10日/BLACK SMOKER RECORDS）
  - THINK TANK meets MINGA名義で、フリー・ジャズ・バンドのMINGAとのセッション・アルバム。
- PLANTAZIA a.k.a. KILLER BONG S/T (2004年/ONE OWNER RECORDS)
  - アナログのPLANTAZIA a.k.a. KILLER BONGを参照。
- NO CREDIT：（2004年4月15日/BLACK SMOKER RECORDS）
  - BABAのファースト・ソロ・アルバム。
- RAGA NINO：（2005年2月15日/BLACK SMOKER RECORDS）
  - BUDDAH BLESSED SHARP SHOOTERS名義で、KILLER BONG、CHI3-CHEEとシタール・プレイヤーTakasitar、タブラ・プレイヤー兼ヴォーカリストのSige-jeeeeeとのセッション・アルバム。
- KILLER PARDONG：（2005年/BLACK SMOKER RECORDS）
  - KILLER BONGとパードン木村のダブ・セッション・アルバム。
- OSAKA DUB：（2005年7月15日/BLACK SMOKER RECORDS）
  - CD-Rで発売された同名作品のジャケットとフォーマットを変えての再発版。
- Pipe Line：（2006年1月23日/BLACK SMOKER RECORDS）
  - CHI3-CHEE a.k.a. HIKITCH名義でのCHI3-CHEEのファースト・ソロ・アルバム。
- TokyoDub：（2006年3月25日/POWER SHOVEL AUDIO）
  - KILLER BONGのアルバム。当初は落書き風のシンプルなジャケットを予定していたが、「アーティスト自身が撮った写真をジャケットにする」というレーベル側の方針によって現在のジャケットになった。
- LIVE @ELNINO：（2006年3月25日/BLACK SMOKER RECORDS）
  - AK-47のライヴアルバム。
- MOSCOWDUB：（2006年12月13日/POWER SHOVEL AUDIO）
  - KILLER BONGのPOWER SHOVEL AUDIOからでは二枚目となるアルバム。
- TOKYO DUB BIGINS ：（2006年12月28日/POWER SHOVEL AUDIO）
  - KILLER BONGのPOWER SHOVEL AUDIOからでは3枚目となるアルバム。千枚限定。
- DUB TONIC ：（2007年6月18日/BLACK SMOKER RECORDS）
  - SKUNK HEADSのギタリストJIM MATUZAKI HAZEが参加したBLUE BERRYのアルバム。
- FULLMOON ：（2007年9月12日/PALLADIUM RECORDS）
  - WADAKEのプロジェクトPALLADIUMによるアルバム。
- SUPER-FLY
  - D.N.A&DJ SOUTHPAW CHOPによるSTREETアルバム

（MILI(瘋癲)/KASHI DA HANDSOME(K.O.D.P)/B.D(TETRAD THE GANG OF FOUR)4C FINGER(中目黒薬局）YARMA(DIXIONAREEDS)BULL(INTIMATE)EMBRYO&TKS(ILLTECNIX)/BES(SWANKY SWIPE)

### MIX CD
- JAM SESSION ONE：（2005年4月/BLACK SMOKER RECORDS）
  - BLUE BERRYによるMIX CD。ダブやルーツレゲエをミックス。
- GREEN HOUSE#3：（2005年/BLACK SMOKER RECORDS）
  - AK-47によるMIX CD。フォーマットを変えてのグリーンハウス第3弾。
- DUB MASTER：（2005年/BLACK SMOKER RECORDS）
  - BLUE BERRYによるMIX CD第2弾。ダブの巨匠の楽曲を使いさらにダブ・ミックスをかけた「ダブ・マスター。」
- TIGHT 13 ：（2006年3月31日/KEMURI PRODUCTION）
  - KILLER BONGのミックスCD。
- DUWWN TRIP：（2006年3月25日/BLACK SMOKER RECORDS）
  - BLUE BERRYのミックスCD。

### CD-R
- Bad Sex a Wards：（2003年）
  - KILLER BONGの作品。詳細不明。
- WEEDDOZO：（2003年）
  - KILLER BONGの流出作品パート1。未発表インストゥルメンタル音源、全10曲。詳細不明。
- WEEDJAZZ：（2003年）
  - KILLER BONGの流出作品パート2。詳細不明。
- SAMPLE33：（2003年/BLACK SMOKER RECORDS）
  - KILLER BONGの初期の作品集。2006年に再発される。
- MBOIKE a.k.a CROOKED MAN：（2004年）
  - 2/14から2/29までの完全期間限定生産でリリースされた。
- MANHOLE a.k.a. KILLER BONG：（2004年/BLACK SMOKER RECORDS/ABCD-R001）
  - MANHOLE a.k.a. KILLER BONG名義でのKILLER BONGのインスト集。
- LORD PUFF：（2004年/BLACK SMOKER RECORDS/ABCD-R002）
  - CD作品からかぞえると3枚目となるLORD PUFFのアルバム。
- HAMBURGER22 SIDE A：（2004年/BLACK SMOKER RECORDS/ABCD-R003）
  - KILLER BONGのブレンドミックスCD。
- HAMBURGER22 SIDE B：（2004年/BLACK SMOKER RECORDS/ABCD-R004）
  - KILLER BONGのブレンドミックスCD。
- VS CUSET：（2004年/BLACK SMOKER RECORDS）
  - KILLER BONGのインスト集。16枚限定。
- 333：（2004年/BLACK SMOKER RECORDS）
  - KILLER BONGのインスト集。VS CUSETに次いで入手が困難。45枚限定。
- HOMELESS：（2005年/BLACK SMOKER RECORDS/ABCD-R005）
  - MOSQUITOWによるMIX CD-R。
- LIVE：（2005年/BLACK SMOKER RECORDS/ABCD-R006）
  - GUITAR BONG featuring LORD PUFF and CHEE名義での、彼らによるライブ作品。
- OSAKA DUB：（2005年/BLACK SMOKER RECORDS）
  - KILLER BONGによる、GUITAR BONG、CHI3-CHEEも参加したインスト・アルバム。
- SOUND TRACK：（2005年/BLACK SMOKER RECORDS/ABCD-R007）
  - KILLER BONGが映画のサウンド・トラック用に作ったらしいインスト集。
- STILL HOMELESS：（2005年/BLACK SMOKER RECORDS/ABCD-R008）
  - MOSQUITOWによるMIX CD-R第2弾。
- NOYSRURS：（2005年/BLACK SMOKER RECORDS）
  - KILLER BONGの、CHI3-CHEE、 Klepto Maniacとの自宅セッション。それぞれ、ピアノとベース、ドラムとサックス、マシーンを担当。
- GROUP HOME：（2005年/BLACK SMOKER RECORDS/ABCD-R009）
  - MOSQUITOWによるMIX CD-R第3弾。
- TRIPLE SIX：（2005年/BLACK SMOKER RECORDS/ABCD-R010）
  - K-BOMBのCD-Rアルバム。
- SICK HOUSE：（2005年/BLACK SMOKER RECORDS）
  - KILLER BONGのインスト・アルバム。タイトル通りの「病んだハウス。」
- MPC JHAZZ：（2005年/BLACK SMOKER RECORDS/ABCD-R015）
  - KILLER BONGの双子の兄もしくは三つ子の弟（という設定）のKILLA JHAZZによるインスト・アルバム。
- BEHIND THE MASK：（2006年2月4日/BLACK SMOKER RECORDS/ABCD-R017）
  - LORD PUFFのインスト・アルバム。音数過多の「裏LORD PUFF」らしい。
- LIVE @OSAKA KANADIAN：（2006年3月28日/自主制作）
  - KILLER BONG(GUITAR BONG)の、CHI3-CHEEとINNER SCIENCEをフィーチュアしたフリースタイルショウケース。KILLER BONGはヴォーカル、MPC、ギターを担当。
- B.B.S.S. FREE STYLE SESSION ：（2006年5月17日/BLACK SMOKER RECORDS）
  - Buddha Blessed Sharp Shootersによるフリースタイルセッション。Killer-BongはMPC、Takasitarはシタール、Cheeeeee32（CHI3-CHEEの変名）はサックスを担当（Sige-jeeeeeはいないインストアルバム）。
- BAMBOO SHOOT ：（2006年5月29日/BLACK SMOKER RECORDS/ABCD-R014）
  - KILLER BONGのポエトリー・ダブ・アルバム。
- LIVE @KOENJI HAMBURGER24 ：（2006年9月8日/BLACK SMOKER RECORDS）
  - KILLER BONGの高円寺で行われたライヴをCD化。
- LIVE @NAGOYA ：（2006年9月28日/BLACK SMOKER RECORD/ABCD-R016）
  - KILLER BONGとMINGAの名古屋で行われたライヴをCD化。
- CHILL OUT BEATS ：（2006年11月2日/BLACK SMOKER RECORDS）
  - BLUE BERRYのMIX CD。完全なる手作り。
- MALARIAN NEEDLE：（2006年11月17日/BLACK SMOKER RECORDS）
  - MOSQUITOWによるMIX CD-R第4弾。
- SKUNK HEADS ：（2006年12月17日/BLACK SMOKER RECORDS）
  - BABAのアルバム。
- HAMBURGER25 ：（2006年12月/BLACK SMOKER RECORDS）
  - KILLER BONGのHAMBURGERシリーズ。
- N9/1～N9/9 ：（2007年1月27日/BLACK SMOKER RECORDS）
  - KILLER BONGの9枚限定リリース作品。伝説のラジオをキラーに再生したもの。ジャケットは手作りのコラージュで1枚ごとに違う。
- SICK HOUSE PT.2 ：（2007年2月9日/BLACK SMOKER RECORDS）
  - KILLER BONGの、2005年作「SICK HOUSE」の続編。
- RADIO BOX ：（2007年2月15日/BLACK SMOKER RECORDS）
  - NOX(DJ D.N.A.)のラジオトークを収録。
- SKUNK HEADS(R)2 ：（2007年2月/BLACK SMOKER RECORDS）
  - BABAの「SKUNK HEADS」の続編。
- GUITAR BONG INSTRUMENTALS ：（2007年/BLACK SMOKER RECORDS）
  - MCにキラーボングを迎えたギターボングのアルバムを制作する際に録られたインスト集。
- DEMO SPACE @MILES CAFE 07.02.21 ：（2007年6月8日/BLACK SMOKER RECORDS）
  - CHEE33により結成されたFREESTYLEなJAMBAND、FLAIR SPACEのアルバム。
- HOME SWEET HOME ：（2007年6月8日/BLACK SMOKER RECORDS）
  - MOSQUITOWのMIX CD第5弾。
- 5STRUMENTAL ：（2007年6月20日/BLACK SMOKER RECORDS）
  - K-BOMBのテープアルバム「555」のインストバージョン。
- HAMBURGER27 ：（2007年7月11日/BLACK SMOKER RECORDS）
  - KILLER BONGのHAMBURGERシリーズ。
- LIVE @IKB ：（2007年7月19日/BLACK SMOKER RECORDS）
  - 池袋で行われたWAGAN NDJAY ROSEとのライブセッションおよびKILLER BONGによる自作自演。
- CHOOSE YOUR SMOKE TYPE ：（2007年7月21日/BLACK SMOKER RECORDS）
  - THINK TANK周辺で主にアートワークを披露してきたKLEPTOMANIACによる音楽作品。
- BIRTHDAY BUSH ：（2007年7月31日/BLACK SMOKER RECORDS/ABCD-R013）
  - KILLER BONGの再発アルバム。初回発売時がいつなのかは不明。
- IMPROVISATION AT KOENJI：（2007年10月1日）
  - もとはTシャツのおまけであったKILLER BONG(NOYZARUS)のアルバム。
- REMINX ：（2007年11月1日）
  - KILLER BONGの、過去作を再構築した作品。
- TWILIGHT ZONE ：（2007年11月1日/BLACK SMOKER RECORDS）
  - MOSQUITOWのMIX CD第6弾。
- KILL CHILL ：（2007年11月5日/BLACK SMOKER RECORDS）
  - KILLER BONGによるノイジーな自主製作作品。
- CLINICAL SYMPOSIA ：（2012年2月1日/BLACK SMOKER RECORDS）
  - KILLER-BONGによるインスト作品。
- MOTHER F*CKER ：（2014年7月18日/BLACK SMOKER RECORDS）
  - 全編をゲーム『MOTHER』のサントラからサンプリングしたインスト作品。

## 本
- BLACK BOOK ：（2006年12月13日/POWER SHOVEL AUDIO）
  - KILLER BONGのアートブック。